# Корія-дель-Ріо
Корія-дель-Ріо (ісп. Coria del Río) — муніципалітет в Іспанії, у складі автономної спільноти Андалусія, у провінції Севілья. Населення — 29 921 особи (2012).
Муніципалітет розташований на відстані близько 400 км на південний захід від Мадрида, 12 км на південний захід від Севільї.
На території муніципалітету розташовані такі населені пункти: (дані про населення за 2010 рік)
- Карчена: 349 осіб
- Корія-дель-Ріо: 27759 осіб
- Ла-Вега: 546 осіб

## Демографія
Динаміка населення (INE ):

## Галерея зображень

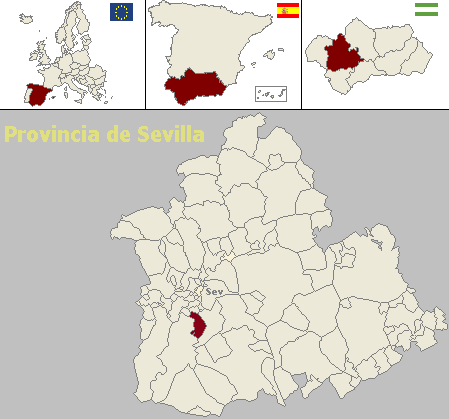
Розташування муніципалітету Корія-дель-Ріо у провінції Севілья
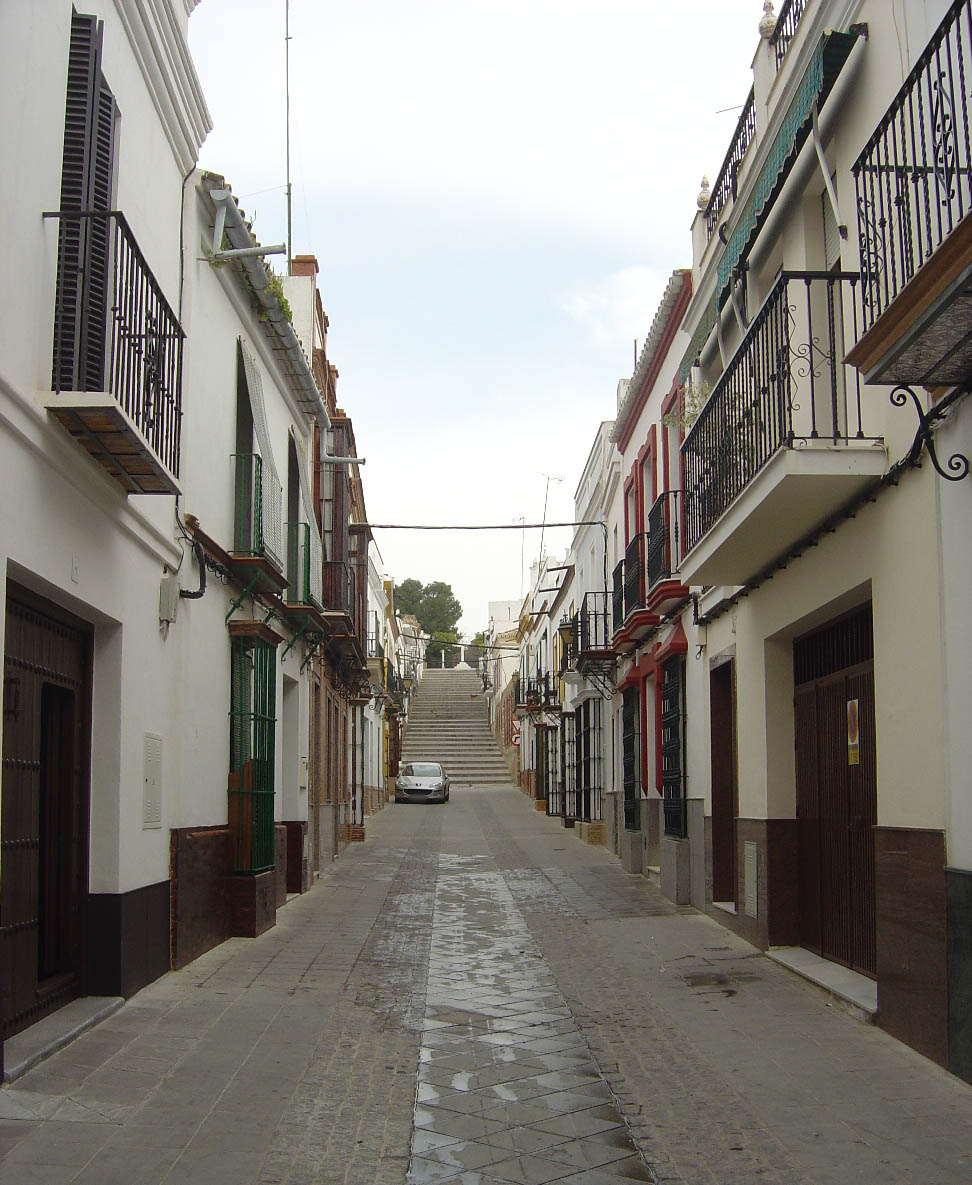
Корія-дель-Ріо, Кальє-Сан-Хуан